# Jean-Baptiste Dominique Rusca
Jean-Baptiste Dominique Rusca (ur. 27 listopada 1759 w La Brigue w hrabstwie Nicei, zm. 14 lutego 1814 w Soissons) – z zawodu lekarz, zwolennik rewolucji francuskiej. Za sprzyjanie rewolucji został wyrzucony z kraju przez władze Królestwa Sardynii. W roku 1793 podczas oblężenia Tulonu przez zjednoczone siły francuskich rojalistów oraz kilku państw wrogo nastawionych do Republiki (na czele z Wielką Brytanią) Rusca zajmował się leczeniem chorych i rannych obywateli francuskich. Powierzono mu także dowództwo nad batalionem saperów. Później walczył we francuskiej Armii Włoch oraz w Armii Wschodnich Pirenejów, po czym powrócił do Włoch. W roku 1796, podczas tzw. kampanii Montenotte (w trakcie której armia francuska pod wodzą Napoleona stawiła czoła zjednoczonym armiom Austrii oraz Królestwa Sardynii na terenie Piemontu), Rusca w randze generała dowodził znacznymi siłami francuskimi. Podczas kampanii włoskiej w roku 1799 został pojmany przez Austriaków. Później przez kilka lat dowodził garnizonami. W trakcie wojny w 1809 roku podlegała mu dywizja operująca na terenie Włoch. Rusca zginął pod Soissons podczas wojny Francji przeciwko szóstej koalicji. Jego nazwisko widnieje na paryskim Łuku Triumfalnym.